# Cine Brasilia
El Cine Brasilia (en portugués: Cine Brasília) es una sala de cine brasileña, que se encuentra en su capital la ciudad de Brasilia, en el Distrito Federal. El edificio fue diseñado por Oscar Niemeyer y construido por Novacap, que pronto se lo arrendó a la compañía cinematográfica Luiz Severiano Ribeiro. Fue inaugurado el 22 de abril de 1960, durante las festividades de inauguración de la capital brasileña, y sirve desde el principio hasta hoy como la sede del Festival de Cine Brasileño en Brasilia. En 1975 fue completamente renovado y abierto de nuevo el 7 de julio de 1976, con la proyección de películas "La Piedra de la Riqueza" de Vladimir Carvalho y "Lección de Amor" de Eduardo Escorel.